# The Patriot (filme de 1998)
The Patriot (Brasil: Guerra Biológica / Portugal: Patriota) é um filme estadunidense de 1998, do gênero ação, e dirigido por Dean Semler, com roteiro baseado no romance The Last Canadian, de William C. Heine.

## Sinopse
Wesley McClaren (Steven Seagal) é um imunologista aposentado da CIA, que leva uma vida tranquila com sua filha em uma fazenda em Montana. Quando uma arma biológica é acionada espalhando um vírus letal, ele se vê forçado a criar uma vacina.

## Elenco
- Steven Seagal .. Doutor Wesley Mc CLaren
- Gailard Sartain .. Floyd Chisholm
- L.Q. Jones .. Frank
- Silas Weir Mitchell .. Pogue
- Camilla Belle .. Holly McClaren
- Dan Beene .. Richard Bach
- Damon Collazo .. Tenente Johnson
- Whitney Yellow Robe .. Doutor Ann White Cloud
- Brad Leland .. Big Bob
- Molly McClure .. Molly
- Philip Winchester .. Jovem Miltiaman
- Douglas Sebern .. Juiz Tomkins
- Ross Loney .. Clem
- Bernard O'Connor .. Doutor Tom Hergot
- Leonard Mountain Chief .. Avô
- R.J. Burns .. Capitão Navy
- Robert Harvey .. Coronel Harvey
- Ron Andrews .. Radialista
- Jeff Tillotson .. Privado Benson
- Don Peterson .. Soldado da T.S.
- Cory Brown .. Soldado #2 da T.S.
- Tom Vanek .. Sentinela da barricada
- Scott Wetsei .. Agente do FBI
- Dillinger Steele .. Marshal
- Gene E. Carlstrom .. Rancheiro idoso
- Ayako Fujitani .. Assistente de McClaren (Ayako Seagal)
- Kelcie Beene .. Amigo #1 de Holly
- Callie Strozzi .. Amigo #2 de Holly
- Stephen Jensen .. Agente da ATF #3